# Almaraz
Almaraz – gmina w Hiszpanii, w prowincji Cáceres, w Estramadurze, o powierzchni 33,91 km². W 2011 roku gmina liczyła 1558 mieszkańców.